# Peter Banks
Peter William Brockbanks mais conhecido como Peter Banks (Barnet,15 de julho de 1947 — Londres, 7 de março de 2013) foi um guitarrista, participou da formação original da banda de rock progressivo Yes. Ainda jovem seu pai o comprou um violão barato, e Pete demonstrou devoção e habilidade com instrumento nunca antes suspeitados. Ainda adolescente também aprendeu a tocar banjo.

## Início da carreira
Peter Banks e Chris Squire encontraram-se pela primeira vez quando Banks juntou-se ao The Syn, que também incluía Andrew Jackman (tecladista), que anos mais tarde tornou-se compositor de arranjos de orquestra tanto para o Yes quanto para gravações de Squire. A banda durou até 1967, com o grupo lançando dois singles. Em 1968 Peter participou brevemente da banda Neat Change, gravando um single.
Squire tocou com o amigo Clive Bailey (guitarrista) no conjunto Mabel Greer's Toy Shop, no qual Banks também participou por um tempo, saindo posteriormente. À banda logo após foi adicionado o vocalista Jon Anderson e posteriormente o baterista Bill Bruford. Com a perda de Bailey, adição do tecladista Tony Kaye e a volta de Banks, a banda mudou seu nome para Yes.
Peter Banks faleceu em 7 de março de 2013, aos 65 anos de idade. Ele foi encontrado morto em sua casa após faltar a uma sessão de gravação.

## Carreira no Yes
Os membros procuravam por um nome apropriado, quando Peter sugeriu o nome Yes, uma palavra curta e bastante positiva. Todos concordaram que o nome não seria permanente, mas acabou se tornando por todos os anos. A Atlantic Records tomou notícia do grupo e, em 1969, assinou contrato com os  integrantes e então gravaram o primeiro álbum, auto intitulado. A obra continha a canção Beyond and Before, de Mabel Greer co-escrita por Bailey. No ano seguinte outro álbum estava em progresso, Time and a Word, mas Jon e Chris decidiram que gostariam de uma orquestra juntamente com os cinco músicos. A ideia não foi bem aceita por Banks, e as coisas pioraram quando a orquestra deixou de lado o guitarrista e o tecladista, com pouco a fazer. Após o álbum ser lançado, Pete deixou o grupo após algumas apresentações. Algumas fontes citam que Anderson, cansado das reservas de Banks quanto à orquestra, o acusou de indulgente nos últimos concertos. Outro motivo para a saída de Banks da banda foi que Squire, Anderson e Bruford não estavam contentes o suficiente com Roy Flynn, gerente da banda, que já havia ajudado o grupo e os ajudaram a conseguir o contrato. Kaye manteve-se tímido na defesa a Flynn, mas Banks sentiu que deixar o gerente seria uma ato de traição, e anunciou que ele também estaria de saída da banda. Flynn e Banks mantiveram relações de amizade desde então.

## Trabalho com outras bandas
Após deixar o Yes, e enquanto procurava por outros projetos musicais, Banks auxiliou a banda Blodwyn Pig por um curto período de tempo no final da década de 1970 e participou como convidado em um álbum de Chris Harwood. Em 1971 formou o Flash, com a presença de Tony Kaye no teclado do primeiro álbum como convidado. A gravação apareceu no ano seguinte, um álbum auto intitulado, recebendo calorosa resposta. A banda ainda lançou seu segundo álbum In the Can em novembro do mesmo ano, e o terceiro Out of Our Hands em 1973.
Paralelamente Banks e o guitarrista Jan Akkerman (da banda Focus) tornaram-se amigos e começaram a tocar juntos desde 1972, para a gravação de um álbum em conjunto. Banks também participou do álbum de Roger Ruskin Spear na mesma época. Em 1973, na mesma época do terceiro álbum do Flash, Banks editou Two Sides of Peter Banks (uma inteligente referência a duas personalidades e dois lados de um disco), com um grande conjunto de músicos convidados, incluindo Akkerman, o baixista John Wetton, o baterista Phil Collins, o guitarrista Steve Hackett e os ex-integrantes do Flash Ray Bennett e Mike Hough.
Tentando formar uma nova versão de seu último grupo (como Flash Mark II como disse uma vez), Banks recrutou músicos e apaixonou-se pela vocalista Sydney Foxx, que logo tornou-se sua esposa. Como Empire, Banks, Foxx e outros músicos gravaram três álbuns até 1980. Banks e Foxx divorciaram-se, apesar do Empire ter permanecido junto como banda após algum tempo após a separação do casal.

## Novos trabalhos
O único trabalho de Banks na segunda metade da década de 1970 foi um número de sessões em álbuns como o de Lonnie Donnegan em 1977 e Jakob Magnusson em 1979.
Em 1993 lançou Instinct, um álbum solo com faixas instrumentais com sua participação em todos os instrumentos; somente um tecladista o acompanhou em seu próximo álbum, Self Contained (1995), o que o confirmou como um verdadeiro artista solo. Em 1997 Peter foi responsável pelo lançamento de um álbum duplo e ao vivo do Yes chamado Something's Coming (no Reino Unido, tendo sido renomeado para Beyond and Before nos Estados Unidos), uma coleção de aparições da banda na BBC durante 1969 e 1970, contando com a formação original em todas as trilhas e com um livreto contendo descrições da época nas palavras de Banks.
Outro lançamento de arquivo foi Psychosync, uma apresentação do Flash realizada em 1973 para o King Biscuit Flower Hour e lançado em 1998. Também, entre 1995 e 1997 os três álbuns da banda foram relançados, um por ano. Banks também colaborou com Tales From Yesterday (1995) um tributo ao Yes com versões de Astral Traveller com Robert Berry, aparecido no álbum Big Beats em 1997 e o tocado em 1999 Encores, Legends and Paradox, em tributo a Emerson, Lake & Palmer.
Tais colaborações preencheram um espaço de sua carreira solo, até que em 1999 foi lançado Reduction, um álbum com o mesmo estilo dos anteriores. No ano seguinte ele apresentou uma compilação de suas gravações mais antigas chamado Can I Play You Something?. A capa do álbum mostra Peter com oito anos de idade com sua primeira guitarra. As trilhas incluem gravações do The Syn, Mabel's Greer Toyshop e Yes. O álbum também conta com a faixa Lima Loop. A história da canção envolve Lima, capital do Peru, que se tornou um lugar especial para Peter. Uma garota local fã do Yes moveu-se para os Estados Unidos. Conversando pela Internet ela contactou Banks, e ambos tornaram-se amigos até casarem, em Lima, onde moram os pais da moça. Peter permaneceu na terra por algum tempo em 1999, estando presente quando o Yes tocou no país na mesma época. Atualmente moram na Inglaterra
Junto com a aparição de Banks e Geoff Downes juntos na edição de 1998 do Yestival, o par tocou em algumas sessões e a possibilidade da união de Banks com o Asia foi cogitada, o que acabou não se tornando realidade. Banks ainda apareceu em pequenos concertos de pequenas bandas no seu estilo, incluindo o tributo ao Yes Fragile. Gravações de Banks também incluem Jabberwocky (2000) e Hound of the Baskervilles (2002), ambos de Oliver Wakeman (filho de Rick Wakeman) e Clive Nolan.
Banks estava envolvido na reunião do The Syn em 2004, mas deixou a banda. Também recusou posteriormente uma oferta para a reunião do Flash. Formou então a banda de improvisação, Harmony in Diversity, com Andrew Booker e Nick Cottam (que já estavam trabalhando juntos como Pulse Engine). Tocaram juntos em alguns concertor pelo Reino Unido em março de 2006, mas Booker acabou deixando a banda desde então.